# 2171 Кијев
2171 Кијев (енгл. 2171 Kiev) је астероид главног астероидног појаса. Приближан пречник астероида је 9,11 ,
а средња удаљеност астероида од Сунца износи 2,255 астрономских јединица (АЈ).
Инклинација (нагиб) орбите у односу на раван еклиптике је 7,515 степени, а орбитални период износи 1237,456 дана (3,387 године). Ексцентрицитет орбите астероида износи 0,165.
Апсолутна магнитуда астероида износи 13,60 а геометријски албедо 0,077.
Астероид је откривен 28. августа 1973. године.